# 대한예수교복음교회
대한예수교복음교회(大韓耶蘇敎福音敎會)는 국제복음교회(the Foursquare Church, ICFG)에 소속된 오순절교회 계열의 대한민국 개신교 교파로, 1972년 2월 1일 충청남도 대전시(현 대전광역시)에서 학교법인 대성학원을 운영하던 대한민국의 개신교 목사 김신옥이 주축이 되어 설립하였다.

## 역사
대전에서 학교법인 대성학원을 설립하고 이사장으로 있던 김신옥 목사는 1966년 미국으로 유학, 1969년 5월 국제 사중 복음 교회 총회장 랠프 맥퍼슨(Ralph McPherson)에게 대한민국 선교사 파견을 요청하였고, 같은 해 9월 2일 국제 사중 복음 교회 총회에서 아서 톰프슨과 이벨린 톰프슨 선교사 부부(Arthur & Evelyn Thompson)가 대한민국에 파견되어 대성학원 산하의 6개 중학교 및 고등학교에서 학생 대상의 선교사역을 한 것이 교단의 시초가 되었다.
1970년 3월부터는 성인 대상의 예배가 시작되었으며, 1971년 4월 충청남도 대전시 용두동에 예뜰순복음교회(구, 대전복음교회)를 설립하였고, 1972년 2월 1일 문화공보부(현 문화체육관광부)로부터 종교법인으로 인가받아 재단법인 대한예수교복음선교회로 정식 발족하였다. 1972년 3월에는 신학 교육 기관인 대한복음신학교를 설립하였으며(1976년 제1회 졸업생 배출), 1984년에는 국제 사중 복음 교회 본부의 인준을 받아 자체 헌법을 제정하고 독자성을 갖추었다. 1997년 10월 14일 교단 명칭을 대한예수교복음교회(The Foursquare Church in Korea)로 변경하여 현재에 이른다.

## 교리
오순절교회와 성결교단의 전통적인 4대 교리인
- 예수 그리스도는 구세주
- 예수 그리스도는 다시 오실 왕
- 예수 그리스도는 성령의 세례를 주시는 이
- 예수 그리스도는 위대한 의사가 되심

등의 교리를 "복음교회의 4중교리"라 하여 신조로 삼고 따르고 있다.

## 현황
2024년 현재 대전광역시 중구 용두동의 예뜰순복음교회(구, 대전복음교회)를 본부로 하여, 대전 및 충청남도 일부 지역을 중심으로 전국에 4개 지방회와 73개의 교회로 구성되어 있으며, 산하에 신학 교육 기관인 건신대학원대학교와 학교법인 대성학원을 운영하고 있다.
또한 한국교회연합 및 한국오순절교회협의회의 정식 회원 교단이기도 하다. 본 교단은 한국교회총연합회(한교총)와
한국교회교단장회의 회원교단으로서 교회 연합운동에 적극 참여하고 있으며 건신대학원대학교를 통하여 목회자 양성과 선교사역에 주력하는 교단이다.

## 같이 보기
- CBS기독교방송
- 대전대성중학교
- 대전대성여자중학교
- 대전대성고등학교
- 대전대성여자고등학교
- 세종대성고등학교
- 대한예수교복음교회